# 1998 في فرنسا
فيما يلي قوائم الأحداث التي وقعت خلال عام 1998 في فرنسا.

## سياسة

### تعيين في المنصب
- 1 يناير – جان إيف لودريان عضو مجلس جهوي.
- 1 يناير – فرنسوا فيون عضو مجلس جهوي.
- 23 مارس – جان لوك ميلونشون عضو المجلس العام  [لغات أخرى]‏.
- 1 مايو – برتراند كيرن نائب فرنسي.
- 1 أكتوبر – كريستيان بونسليه رئيس مجلس الشيوخ الفرنسي  [لغات أخرى]‏.

### انتهاء فترة المنصب
- 1 يناير – فرنسوا فيون عضو المجلس العام  [لغات أخرى]‏.

## رياضة
- 1 يناير – دورة فرنسا المفتوحة 1998
- 1 يناير – سباق باريس روبيه 1998
- 1 يناير – كأس العالم لكرة القدم 1998 الفائز منتخب فرنسا لكرة القدم.
- 28 يونيو – جائزة فرنسا الكبرى 1998 الفائز مايكل شوماخر.
- 12 يوليو – نهائي كأس العالم لكرة القدم 1998

## ظهور
- 1 يناير – أنيماليز
- 1 يناير – الوكالة الفرنسية للتنمية

## أفلام
من الأفلام التي صدرت هذه السنة في فرنسا:
- 1 يناير – بابار: ملك الفيلة
- 1 يناير – تاكسي من إخراج Gérard Pirès [الإنجليزية]‏.
- 1 يناير – رونين من إخراج جون فرانكنهايمر.
- 1 يناير – طعم الكرز من إخراج عباس كيارستمي.
- 16 يناير – وسط البرازيل من إخراج والتر سالس.
- 13 مارس – الرجل ذو القناع الحديدي من إخراج راندل والاس.
- 1 سبتمبر – بيروت الغربية من إخراج زياد دويري.
- 14 نوفمبر – ابن آوى من إخراج مايكل كايتون-جونز.

## برامج ومسلسلات وأنمي
- لي غينيول دو لانفو

## مواليد

### أبريل
- 21 أبريل – أليسيا أيليس

### مايو
- 13 مايو – لوكا زيدان لاعب كرة قدم فرنسي.

### يونيو
- 30 يونيو – حسام عوار لاعب كرة قدم فرنسي.

### يوليو
- 18 يوليو – آدم موكوكا
- 22 يوليو – نيكولاس باسين لاعب كرة قدم فرنسي.

### ديسمبر
- 20 ديسمبر – كيليان مبابي لاعب كرة قدم فرنسي.

## وفيات

### يناير
- 28 يناير – لويس شايو (مواليد 1914) درّاج طريق فرنسي.

### فبراير
- 9 فبراير – موريس شومان (مواليد 1911) سياسي فرنسي.
- 17 فبراير – موريس بوكاي (مواليد 1920)

### أبريل
- 12 أبريل – برونو رودزيك (مواليد 1935)
- 21 أبريل – جان فرانسوا ليوتار (مواليد 1924) فيلسوف فرنسي.

### يونيو
- 13 يونيو – لوسيو كوستا (مواليد 1902) مهندس معماري برازيلي.
- 18 يونيو – أندري تشوردا (مواليد 1938) لاعب كرة قدم فرنسي.
- 26 يونيو – بيير أونجينيو (مواليد 1907)

### يوليو
- 17 يوليو – جيمس لايتهيل (مواليد 1924)
- 24 يوليو – هنري زيغلر (مواليد 1906)

### سبتمبر
- 15 سبتمبر – ريني فرير (مواليد 1936) لاعب كرة قدم.

### أكتوبر
- 30 أكتوبر – أبو لازاريدس (مواليد 1925) دراج فرنسي.

### نوفمبر
- 8 نوفمبر – جان ماريز (مواليد 1913)

### ديسمبر
- 6 ديسمبر – سيزار بالداكيني (مواليد 1921) نحات فرنسي.
- 29 ديسمبر – هوبير ديشان (مواليد 1923) ممثل فرنسي.